# Facteur (mathématiques)
Pour les articles homonymes, voir Facteur.
Cet article court présente un sujet plus développé dans : Factorisation.
En mathématiques, un facteur est l'un des éléments constitutifs d’un produit.
Par exemple, le produit 2 × 3 comporte deux facteurs 2 et 3, ou encore 3 × 7 × 12 admet 7 comme facteur. Dans la première multiplication, 2 est appelé le multiplicande car c'est lui qui est répété et 3 est appelé le multiplicateur car il indique combien de fois 2 doit être répété.